# Philip Anthony-Rodriguez
Philip Anthony-Rodriguez (Brooklyn, 10 marzo 1968) è un attore e doppiatore statunitense.

## Carriera
Dal 2003 al 2004 è nel cast principale della serie Jake 2.0. Dal 2008 al 2012 interpreta invece Ruben Enriquez ne La vita segreta di una teenager americana.

## Filmografia

### Televisione
- The City - serie TV, 83 episodi (1995-1996)
- Law & Order - I due volti della giustizia (Law & Order) - serie TV, episodi 8x02, 10x23 (1997, 2000)
- Jake 2.0 - serie TV, 16 episodi (2003-2004)
- Star Trek: Enterprise - serie TV, episodio 2x20 (2003)
- JAG - Avvocati in divisa (JAG) - serie TV, episodio 10x02 (2004)
- CSI: Miami - serie TV, episodio 4x11 (2005)
- NCIS - Unità anticrimine (NCIS) - serie TV, episodio 4x17 (2007)
- La vita segreta di una teenager americana (The Secret Life of the American Teenager) - serie TV, 51 episodi (2008-2012)
- 24 - serie TV, 4 episodi (2009)
- CSI: NY - serie TV, episodio 5x13 (2009)
- Hannah Montana - serie TV, episodio 3x09 (2009)
- Numb3rs - serie TV, episodio 5x22 (2009)
- Castle - serie TV, episodio 3x07 (2010)
- A tutto ritmo (Shake it Up) - serie TV, episodio 1x08 (2011)
- Zeke e Luther - serie TV, 2 episodi (2012)
- Person of Interest - serie TV, episodio 2x09 (2012)
- Modern Family - serie TV, 3 episodi (2013-2019)
- Grimm - serie TV, 13 episodi (2014-2015)
- Madam Secretary - serie TV, episodio 1x11 (2014)
- The Mentalist - serie TV, episodio 7x06 (2015)
- Mike & Molly - serie TV, episodio 5x13 (2015)
- NCIS: New Orleans - serie TV, episodio 1x19 (2015)
- Regina del Sud (Queen of the South) - serie TV, episodio 2x07 (2017)
- The Orville - serie TV, episodio 1x12 (2017)
- Hawaii Five-0 - serie TV, episodio 8x24 (2018)
- The Morning Show – serie TV, 3 episodi (2019)
- The Resident - serie TV, episodio 3x20 (2020)
- SEAL Team - serie TV, 4 episodi (2021-2022)
- Shameless - serie TV, episodio 11x09 (2021)
- 9-1-1 - serie TV, episodio 5x07 (2021)
- Good Trouble - serie TV, 4 episodi (2022-2023)
- S.W.A.T. - serie TV, episodio 5x09 (2022)
- Magnum P.I. - serie TV, episodio 4x16 (2022)
- NCIS: Los Angeles - serie TV, episodio 14x19 (2023)
- Avvocato di difesa - The Lincoln Lawyer (The Lincoln Lawyer)  - serie TV, 4 episodi (2024)
- Quantum Leap - serie TV, episodio 2x12 (2024)

### Doppiaggio
- Grand Theft Auto: Vice City - videogioco, voce di Maurice Chavez (2002)
- Age of Empires III - videogioco, voce di Nathaniel Black (2005)
- Saints Row - videogioco, voce di Victo
- Saints Row 2 - videogioco (2007)
- Warhammer 40.000: Dawn of War II - videogioco, voci varie (2010)
- Halo: Reach - videogioco, voci varie (2010)
- Ace Combat: Assault Horizon - videogioco, voce di Jose Gutierrez (2011)
- Star Wars Rebels - serie animata, 6 episodi (2015-2016)
- Battlefield Hardline - videogioco, voce di Nicholas Mendoza (2015)
- Rise of the Tomb Raider - videogioco, voce di Jacob (2015)
- Fallout 4 - videogioco, voce di Sturges e Scott Edwards (2015)
- Tom Clancy's Ghost Recon Wildlands - videogioco, voce di El Gato (2017)
- Just Cause 4 - videogioco, voce di Javi (2018)
- Call of Duty: Modern Warfare III - videogioco, voce di Ricardo Vargas (2023)

## Doppiatori italiani
Nelle versioni in italiano delle opere in cui ha recitato, Philip Anthony-Rodriguez è stato doppiato da:
- Andrea Lavagnino in NCIS: New Orleans, The Orville, Good Trouble
- Roberto Certomà in CSI: NY, NCIS: Los Angeles
- Alessandro D'Errico in Jake 2.0
- Vladimiro Conti in Star Trek Enterprise
- Antonio Palumbo in NCIS - Unità anticrimine
- Massimo Rossi ne La vita segreta di una teenager americana
- Riccardo Scarafoni in 24
- Fabrizio Vidale in Hannah Montana
- Gianluca Crisafi in Castle
- Roberto Draghetti in Modern Family
- Massimiliano Virgilii in The Mentalist
- Raffaele Proietti in Regina del Sud
- Giorgio Borghetti in Hawaii Five-0
- Luca Pernisco in The Morning Show
- Luca Graziani in The Resident
- Ruggero Andreozzi in Shameless
- Davide Marzi in 9-1-1
- Roberto Fidecaro in S.W.A.T.
- Fabrizio Russotto in Magnum P.I.
- Mauro Gravina in Avvocato di difesa - The Lincoln Lawyer

Da doppiatore è stato sostituito da:
- Matteo Zanotti in Battlefield Hardline
- Maurizio Arena in Fallout 4 (Scott Edwards)
- Alessandro Testa in Fallout 4 (Sturges)
- Stefano Mondini in Star Wars Rebels
- Luca Ghignone in Rise of the Tomb Raider
- Andrea Guido Failla in Tom Clancy’s Ghost Recon: Wildlands
- Silvio Pandolfi in Just Cause 4